# Constantin F. Robescu
Constantin F. Robescu (n. 1839, Râmnicu Sărat, județul Râmnicu-Sărat – d. 23 septembrie 1920, București) a fost un inginer agronom român, membru corespondent al Academiei Române din 1871.

## Biografie

### Silvicultor
Constantin F. Robescu a absolvit Școala Normală de Ape și Păduri, luându-și apoi licența în științele naturii la Paris.
În 1870 a înființat, împreună cu Petre S. Aurelian, "Revista Științifică", în care a publicat numeroase articole de silvicultură. În 1883 a fost unul dintre fondatorii "Școlii Speciale de Silvicultură" din București.
C.F. Robescu a fost primul președinte (1886 - 1888) al Societății „Progresul Silvic”, înființată la 1 aprilie 1886 de un grup de silvicultori, mari oameni de știință și proprietari de păduri.

### Primar al Bucureștilor
A fost de două ori primarul Bucureștiului în perioada ianuarie 1896 - aprilie 1899 și noiembrie 1902 - decembrie 1904.
Sub mandatul său, s-a hotărât lărgirea Căii Victoriei.
C. F. Robescu a fost director general al Poștelor și Telegrafului.
În 14/27 august 1916, în caliatate de vicepreședinte al Senatului, C.F.Robescu a luat parte la Al doilea Consiliu de Coroană, în care regele Ferdinand I i-a anunțat pe cei prezenți de hotărârea luată împreună cu guvernul său, aceea de a intra în război de partea Antantei.
A ridicat, împreună cu soția sa, biserica Sfinții Împărați din Focșani. A avut la Galați o casă edificată de arhitectul Ion Mincu, numită casa Robescu, azi Palatul Copiilor.